# 穴山温泉
穴山温泉（あなやまおんせん）は山梨県韮崎市穴山町にある温泉。一軒宿からは南アルプスや八ヶ岳を眺望できる。

## 泉質
- 弱アルカリ性単純冷鉱泉
  - 泉温　18℃

## 温泉地
甲府盆地の北端、七里岩の高台に一軒宿の「能見荘」が存在する。日帰り入浴可能。
旅館は日本百名山の著者、深田久弥が茅ヶ岳で逝去する直前に投宿した宿と知られる。

## 歴史
- 1912年（大正元年）- 開湯とともに、「能見荘」開業[1]。

## アクセス
鉄道
- JR中央本線穴山駅から徒歩10分。

自動車
- 中央自動車道須玉ICより県道603号経由、車で7分。